# Tetto sonoro
Il cosiddetto tetto sonoro (tetto acustico o sound ceiling) è una particolare installazione di impianto audio da discoteca definita "a pioggia" in quanto montato sul soffitto del locale. Data la sua esclusiva formazione a "pannelli" da 60x60cm e i particolari altoparlanti impiegati riesce a diffondere la musica solo sotto di sé, come se fosse un proiettore - faretto - che concentra la musica solo dove serve, di solito sulla sola pista da ballo, evitando così inutili e costose spese di insonorizzazione.
Viene usato molto anche nelle piste da ballo dei locali estivi e all'aperto per evitare o ridurre i disturbi da musica al vicinato. La differenza di volume tra il centro della pista e l'esterno è come minimo di 10 dB, che aumenta progressivamente allontanandosi dalla pista. Si basa sul concetto del generatore di onde piane e sul controllo della cancellazione di fase per mezzo di un apposito processore che viene tarato dal progettista, che necessariamente è un tecnico elettroacustico specializzato.